# Titlis
El Titlis es una montaña de los Alpes de Uri, situada en la frontera entre los cantones de Obwalden y Berna. Con 3.238 metros sobre el nivel del mar, es la cumbre más alta de la cordillera al norte del paso de Susten, entre el Oberland bernés y la Suiza central. Se accede a ella principalmente desde Engelberg (OW), en la vertiente norte, y es famosa por haber albergado el primer teleférico giratorio del mundo. El sistema de teleférico conecta Engelberg (996 m) con la cima del Klein Titlis (3.028 m) a través de las tres etapas de Gerschnialp (1.262 m), Trübsee (1.796 m) y Stand (2.428 m), aunque recientemente se ha creado una nueva ruta directa que evita Gerachnialp y va directamente a Trübsee.
La última parte del teleférico conduce por encima del glaciar. En Klein Titlis, es posible visitar una cueva glaciar iluminada desde una entrada dentro de la estación del teleférico, que también incluye tiendas y restaurantes. En diciembre de 2012 se inauguró el Titlis Cliff Walk, el puente colgante de mayor altura de Europa, que ofrece vistas de los Alpes. Mucha gente utiliza el Titlis como una opción más barata y fácil que el Jungfraujoch.

## Geografía

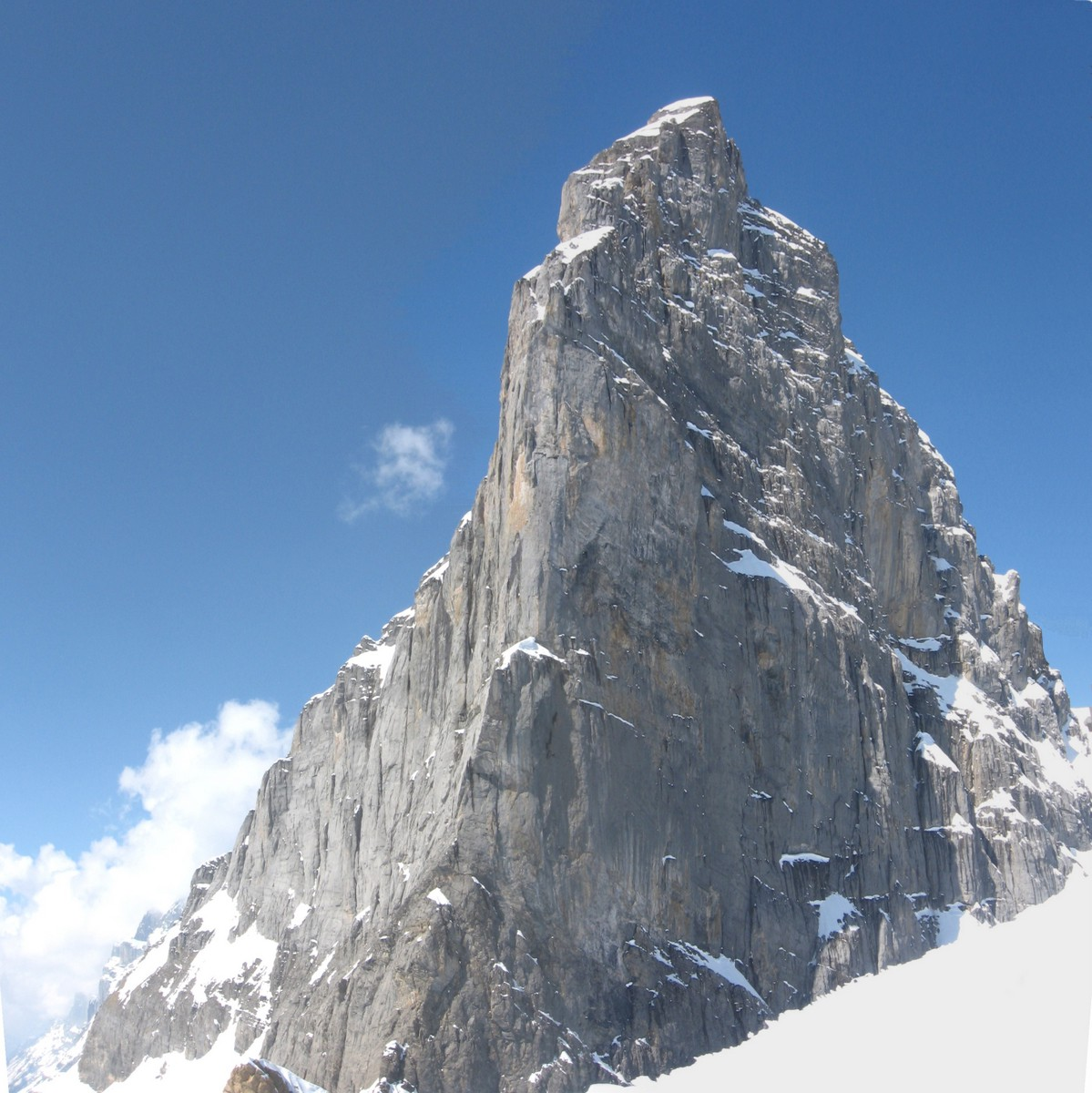
El espolón sureste visto desde el Grassen

El Titlis se encuentra a caballo entre el cantón de Obwalden y el de Berna. La cumbre principal del Titlis (a veces distinguida con el nombre de Gross Titlis) y el Klein Titlis se encuentran entre los municipios de Engelberg, al norte, y Gadmen, al sur. El macizo del Titlis también se encuentra parcialmente en el cantón de Nidwalden, donde se encuentra el punto más alto de ese cantón: el Rotstöckli (2.901 m). El propio Titlis es el punto más alto de Obwalden y del valle de Engelberg. Al este del Titlis se encuentra el Grassen, donde convergen las fronteras entre los cantones de Obwalden, Berna y Uri. El centro geográfico de Suiza está situado a unos 15 kilómetros al oeste de la montaña.
El Titlis es la montaña más alta de la parte de los Alpes de Uri situada al norte del puerto de Susten. Esta parte de la cordillera está situada entre los valles del Hasli (al oeste) y del Reuss (al este), separando así las aguas que alimentan las cuencas del Aare y del Reuss respectivamente. En el lado norte, el valle de Engelberg (Engelbergertal) está drenado por el Engelberger Aa, un afluente del lago de Lucerna. El valle se encuentra al sur del lago de Lucerna.
El lado norte del macizo está cubierto por el glaciar Titlis ( en alemán: Titlisgletscher). Debido al calentamiento global, el glaciar ha retrocedido drásticamente; se espera que desaparezca en unos veinte años. La cara sur, escarpada y rocosa, se eleva sobre el glaciar Wenden. La cara este domina un glaciar llamado Firnalpeligletscher.

## Historia
En épocas anteriores, el Titlis era conocido con los nombres de Wendenstock o Nollen. El Reissend Nollen y el Wendenstöcke son los vecinos occidentales más cercanos a la montaña, ligeramente más bajos que el Titlis, pero con picos afilados y escarpados. En un documento de 1435 la montaña se llama Tuttelsberg (montaña de Tutilos), en referencia a un hombre llamado Tutilos, que probablemente era un agricultor local. El nombre, de Tutilos Berg, se convirtió en Titlisberg y posteriormente en Titlis. 
La primera ascensión al Titlis se realizó probablemente en el año 1739. Fue realizada por Ignaz Hess, J. E. Waser y otros dos hombres de Engelberg. La primera prueba escrita de una ascensión se encuentra en los Engelberger Dokumente. En ellos se menciona un grupo de cuatro hombres que alcanzó la cumbre en 1744.
El 21 de enero de 1904, Joseph Kuster y Willi Amrhein realizaron la primera ascensión con esquís al Titlis.
En marzo de 1967 se inauguró el teleférico a Klein Titlis (3.032 m).
En diciembre de 2012, se inauguró el Titlis Cliff Walk para conmemorar el 110.º aniversario del teleférico de Engelberg-Gerschnialp.

## Telecomunicaciones
Klein Titlis alberga un importante emplazamiento de telecomunicaciones, utilizado para enlaces radioeléctricos de microondas de alta capacidad punto a punto y repetidores VHF/UHF. Los radioenlaces de banda autorizada están regulados por la Oficina Federal de Comunicaciones de Suiza

## Clima
La cima del Titlis se encuentra por encima de la línea de nieve, por lo que tiene un clima frío y nevado, con una capa de nieve permanente y temperaturas gélidas.

## Galería

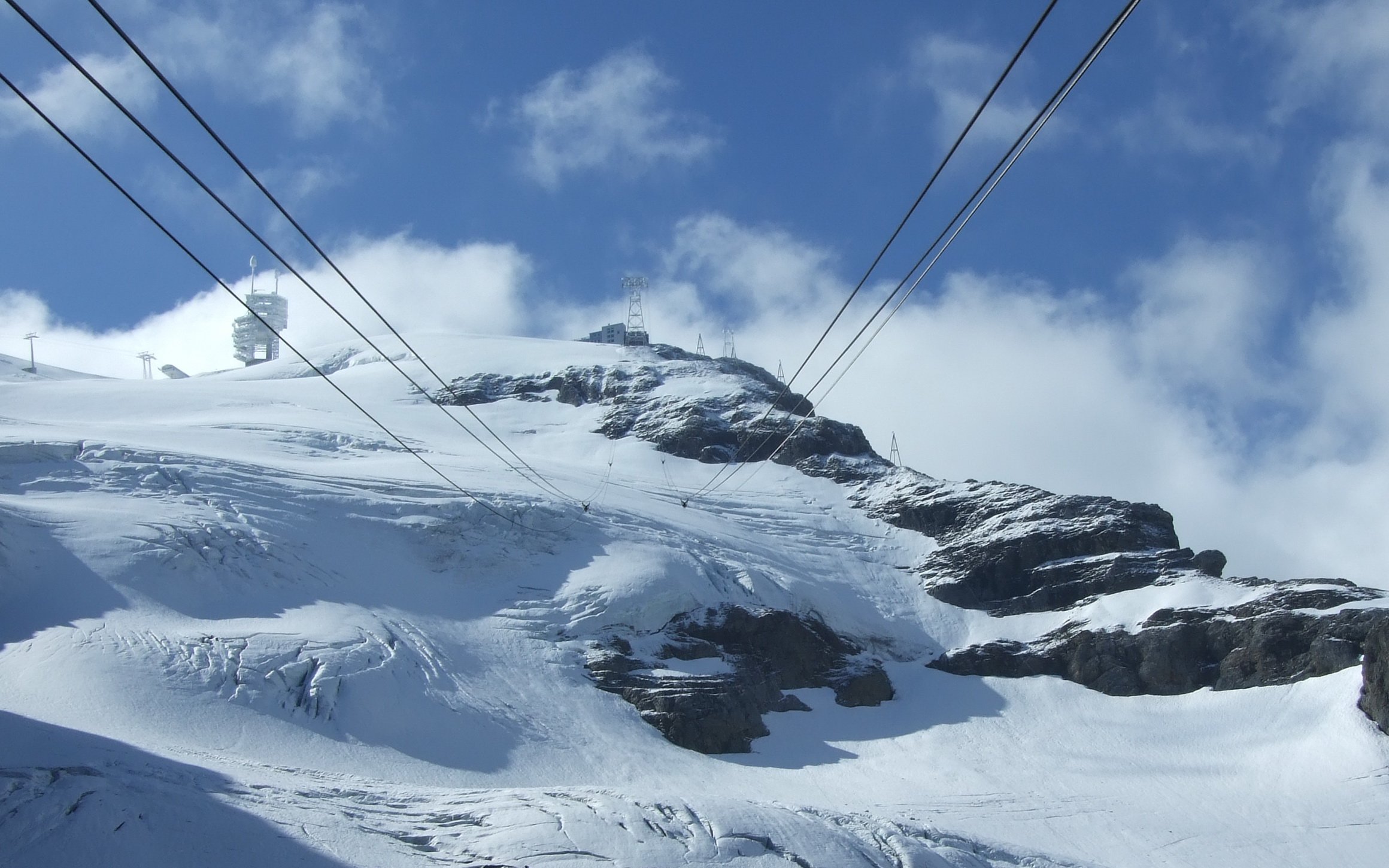
Teleférico Stand-Klein Titlis (julio de 2010)
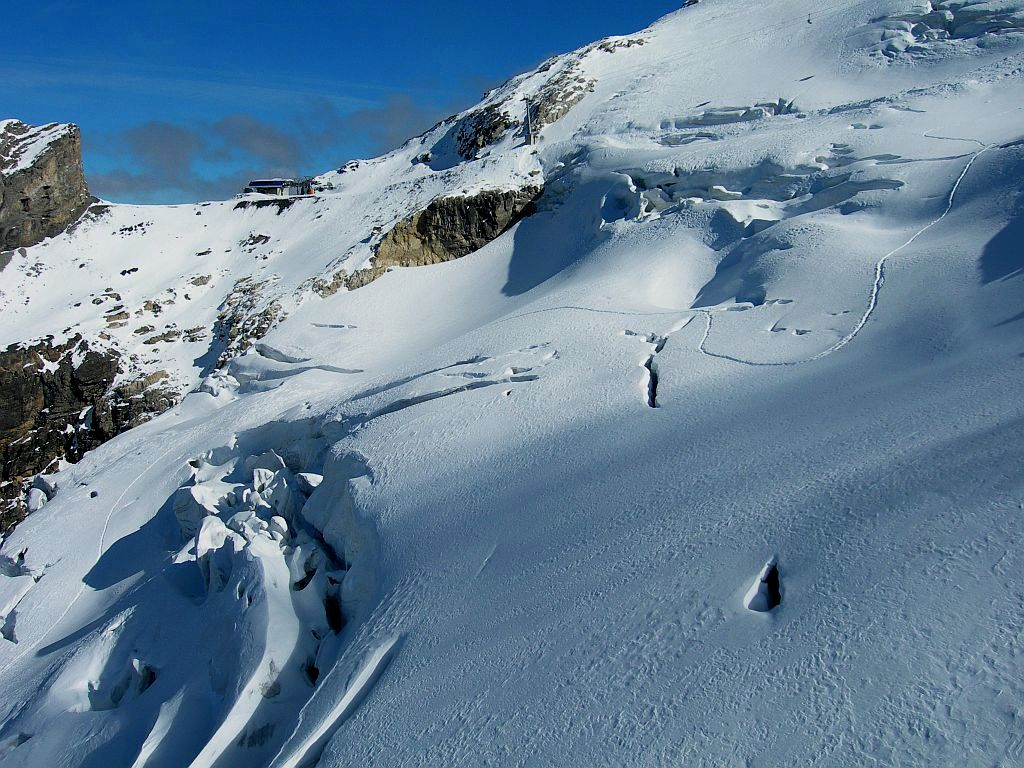
Glaciar Titlis (octubre de 2005)
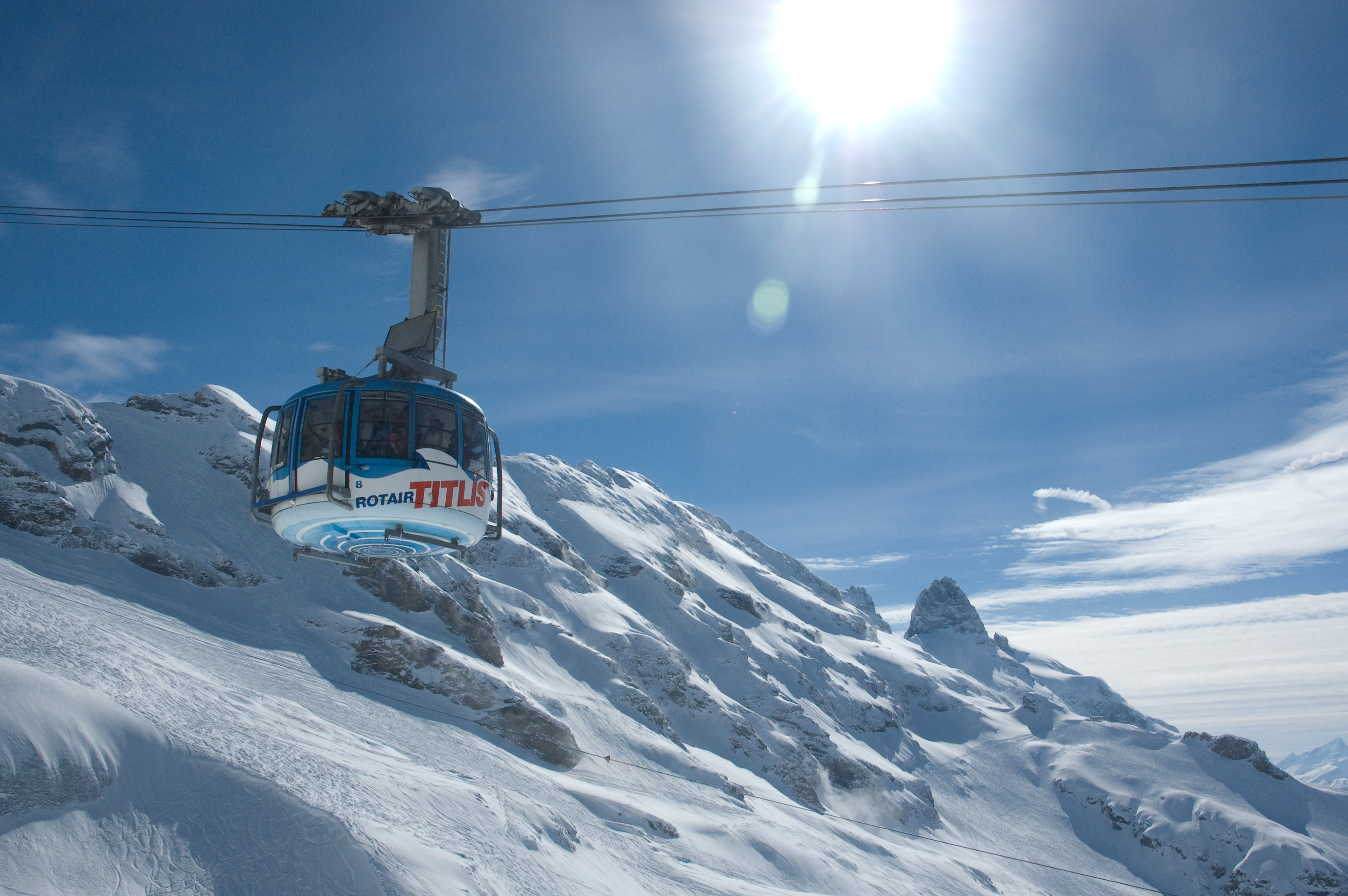
Teleférico Stand-Klein Titlis, versión antigua (marzo de 2008)